# Drogues enteogèniques i registre arqueològic
La relació de la humanitat amb les drogues enteogèniques és llarga i té variats i múltiples registres en l'arqueologia.

## Tradicions indígenes contemporànies
Hi ha diverses cultures modernes que segueixen la pràctica de l'aplicació de drogues que alteren la ment amb finalitats religioses. Algunes d'aquestes cultures és el xamanisme de Sibèria (empra el reig de fageda per provocar al·lucinacions), els huichols de Mèxic (que utilitzen peiot), els remeiers del nord de Perú (que utilitzen l'Echinopsis pachanoi), les tribus de la regió del Putumayo a l'Amazònia sud-americana (que utilitzen ayahuasca o Banisteriopsis caapi) i els rastafaris del Carib (que usen la marihuana).

## Problemes en el registre arqueològic
Hi ha diversos problemes amb la identificació de drogues enteogèniques dins d'una societat antiga:
- Identificació d'una substància enteogènica. Es fumava? S'ingeria?
- Prova d'inspiració enteogènica en objectes. L'objecte dona proves directes del consum de drogues per a finalitats enteogèniques?
- Observant l'art que té 20.000 anys d'antiguitat, veiem patrons que el creador originari volia indicar? En altres paraules, els nostres interessos personals i prejudicis poden alterar la manera en què percebem obres d'art d'una manera no apuntada per l'autor?

## Les proves arqueològiques de drogues enteogèniques en les societats antigues
Les drogues enteogèniques han estat utilitzades per diversos grups durant milers d'anys. Hi ha nombrosos informes històrics, així com de moderns contemporanis, de grups indígenes que usen enteògens. Es debat, però, sobre quin paper han exercit els enteògens en les societats antigues i quines societats els han utilitzats.

## A Amèrica
L'ús mesoamericà de drogues enteogèniques és el més icònic en la consciència popular. Els maies, olmeques i asteques posseïen complexos enteogènics ben documentats.
Les cultures indígenes d'Amèrica del Nord tenien també una llarga tradició en l'ús de drogues rituals.

### Enteògens olmeques
Els olmeques (1200 a 400 ae) van viure a Mesoamèrica i són considerats per molts com la cultura mare dels maies i asteques. Els olmeques no van deixar obres escrites de les seues estructures i creences, per la qual cosa moltes interpretacions sobre creences olmeques es basen en la interpretació dels murals i objectes. Els arqueòlegs pensen que els olmeques usaven enteògens per tres raons:
- Enterraments de gripaus bufo acompanyant els sacerdots.
- L'ús posterior d'enteògens en cultures sota la influència directa de la civilització olmeca.
- Escultures de xamans i altres figures fortament teriantròpiques.

### Enteògens maies
Els maies (250 ae-900 de) van florir a Mesoamèrica i van ser prevalents, fins i tot fins a l'arribada dels invasors espanyols. La tradició religiosa maia és molt complexa i desenvolupada. A diferència dels olmeques, els maies tenen textos religiosos que han sobreviscut fins hui. La religió maia mostra la característica mitologia mesoamericana, amb un fort èmfasi en un individu que és un mitjancer entre el món físic i el món espiritual. Efígies de bolets de pedra, del 700 de, donen proves que els bolets eren venerats almenys de manera religiosa. L'evidència més directa de l'ús modern maia d'enteògens prové dels descendents dels maies, que encara hui usen drogues enteogèniques.

### Enteògens mexiques

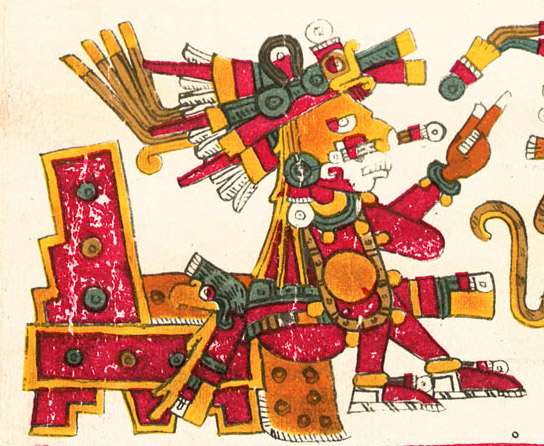
Xochipilli, representació en el Còdex Borgia

El complex enteogènic mexica està molt ben documentat. Per les dades històriques, hi ha evidències que els mexiques van usar diversos tipus de drogues psicoactives. Aquests medicaments inclouen la llavor de Turbina corymbosa, teonanácatl (traduït com a ‘bolet dels déus', un fong) i sinicuichi (una flor afegida a les begudes). L'estàtua de Xochipilli, d'acord amb Wasson, presenta diverses plantes enteogèniques. Aquest autor ha suggerit que la paraula peiot és l'origen etimològic de la paraula mexicana piule, utilitzada en l'actualitat per a referir-se als enteògens i a l'embriaguesa visionària en general.
Altres proves de l'ús d'enteògens pels mexiques provenen del Còdex Florentí, una sèrie de 12 llibres que descriuen vívidament l'ús de drogues enteogèniques en la cultura i la societat mexiques.
Després de la imposició forçosa del catolicisme a Amèrica, els mexiques van seguir practicant l'ús d'enteògens, però sota màscara cristiana.

### Ús d'enteògens a Amèrica del Nord
Hi ha diversos grups indígenes contemporanis que usen enteògens, especialment els nadius americans del sud-oest dels Estats Units. Diverses tribus de Califòrnia són conegudes per l'ús de begudes alcohòliques fortes, així com del peiot, per tal d'aconseguir visions i experiències religioses.
Un frare franciscà fou el primer occidental que descrigué l'efecte d'aquest cactus i l'ús sagrat que li donaven els indígenes. Aquest conegut missioner de l'època colonial ho va detallar així:
| «                                         | Hi ha una altra herba que s'anomena "peiot"... es fa cap a la part del nord: els qui la mengen o beuen veuen visions espantoses o de riallades; dura aquest embriagament dos o tres dies, i després se'n va. És com una menja dels xiximeques, que els manté i dona ànim per lluitar i no tenir por, ni set ni fam, i diuen que els lliura de qualsevol perill. | » |
| — Franciscà fra Bernardí de Sahagún, 1560 | |   |

### Ús d'enteògens a Amèrica del Sud

#### Enteògens en la culturaLlolleo
És molt comú trobar pipes de terrissa o de pedra en llocs de la cultura llolleo, una cultura del Xile precolombí, la qual cosa permet inferir sobre l'ús de substàncies al·lucinògenes com a part dels rituals d'aquesta societat. De fet, s'han trobat jaciments arqueològics que podrien correspondre a llocs cerimonials on es reunia una gran quantitat de persones i on l'ús de les pipes va tenir un rol central, si s'ha de jutjar per la gran quantitat d'aquests objectes trobats en aquests indrets.

#### Enteògens en la tradicióbato
Quant a troballes arqueològiques de la tradició bato (Xile) es van trobar pipes, que solien tenir forma de “T” invertida.Moltes d'aquestes societats usava al·lucinògens en les seues pràctiques rituals, importades des de l'Altiplà brasiler, d'on eren originàries.

#### Ús d'enteògens en els atacamenys
El segon període atacameny, és a dir, entre 900 i 1200, mostra l'ocupació d'una terrisseria negra polida, la influència de la cultura del Tiahuanaco o Tiwanaku -horitzó cultural tiwanaku-, l'ocupació de les tauletes per aspirar al·lucinògens, principalment l'Anadenanthera colubrina i el huanto, amb figures esculpides de persones, còndors i felins i l'ús del tembetá (paraula d'origen guaraní) o adorn labial. L'ús d'al·lucinògens o enteògens, com en totes les altres ètnies originàries d'Amèrica abans de la conquesta europea, era ritual, és a dir, sols es podien consumir en molt específiques situacions, per exemple quan un xaman havia d'intentar fer una endevinació posant-se en contacte amb els déus.

#### Ús d'enteògens en les cultures originàries del Perú

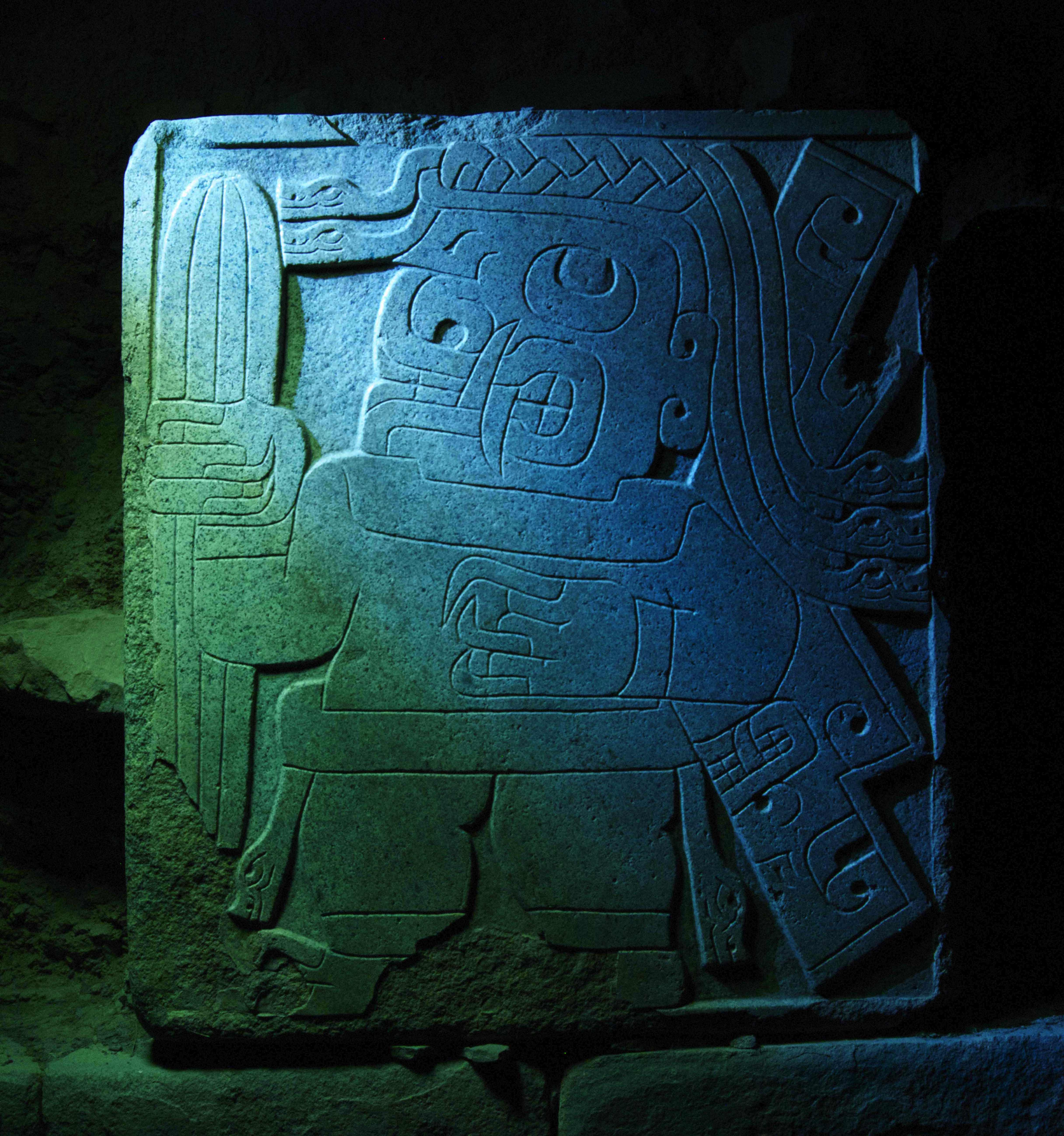
Estela del Portador d'Echinopsis pachanoi a la plaça circular de Chavín de Huántar

L'evidència més antiga d'ús d'enteògens en els Andes peruans es troba a la cova de Guitarrero, a la regió Áncash, amb restes arqueobotàniques de 10600 ae de l'Echinopsis pachanoi trobades per l'arqueòleg Thomas Lynch. Després, en llocs com Las Aldas, l'arqueòloga Rosa Fung també va trobar restes arqueobotániques d'aquesta planta en la dècada de 1960, que conté l'alcaloide psicoactiu mescalina.
Ja en el període denominat formatiu tardà o horitzó primerenc, des del 1500 fins al 500 ae, pel que sembla l'ús del cactus va ser més difós en cultures com la Chavín i Cupisnique, evidenciat en la ceràmica i l'escultures en pedra de l'època. Del mateix període, també hi ha dibuixos representant aquest cactus sobre els tèxtils de Karwa, associat a la cultura Chavín.
Posteriorment, en el període intermedi primerenc, en cultures com la Moche i Nazca, l'ús del cactus es mostra en diverses ceràmiques de l'època. L'antropòleg Douglas Sharon publicà un treball sobre el material cultural on es troba la representació d'aquest cactus en els objectes ceràmics i de pedra d'aquestes cultures. També, moltes de les ceràmiques mostren animals de poder o aliats, així com la transformació xamànica dels especialistes rituals.

#### Calcu i maputxe
El Calcu, igual que la Machi, també pot tenir clients, però els clients del Calcu poden demanar-li ajuda per revenjar-se o fer mal a altres persones, sovint arran de situacions de gelosia. Es diu que els calcu (persona) poden assumir tres funcions: Kalkutufe, Dawfe i Choñchoñ; i si són poderosos poden realitzar-les totes alhora. Els calcu rondarien pels cementeris per apoderar-se del pillü (fantasma del mort recent), amb el propòsit d'utilitzar-lo en els seus encanteris del calcutun. Això és un dels motiu de la realització de l'Aun (ritual funerari), per evitar l'acció dels Calcus.
El Calcu, a més, utilitzaria nombroses pocions, sobretot el kalku-mamüll, també conegut com a latúe, latuy, que significa 'mortífer' o 'la terra dels morts', conegut com a "arbre dels bruixots", "pal mato" o "pal de bruixots", i conegut actualment amb el nom científic Latua pubiflora. Aquesta planta es caracteritza per ser un al·lucinogen clàssic de l'etnologia maputxe.

### Enteògens al Carib precolombí
També els taínos al Carib es valien, durant el ritu de la cohoba, de l'ús d'una substància al·lucinògena derivada del tamarinde mascle i d'una mescla de caragols. Aquest ritual és molt semblant al practicat per grups indígenes de la selves de Veneçuela, on aquesta substància es coneix com a ebena o yopo.

## Europa

### Paleolític
Durant el Paleolític, hi ha evidència d'ús de drogues, com es pot veure en conserves i restes botàniques en els seus copròlits. Alguns estudiosos suggereixen que l'enterrament floral de la cova Shanidar (un lloc paleolític a l'Iraq) mostra evidència del ritual de la mort xamanista, però continua sent objecte de debat. L'evidència més directa que tenim del Paleolític, com a obra, prové de Tassili n'Ajjer, Algèria. D'aquesta regió, hi ha diverses imatges teriantròpiques en què es retrata el pintor i animals al seu voltant. Una imatge, en particular, mostra un home que s'ha unit en una forma comuna amb un fong.
Hi ha diversos llocs que mostren imatges teriantròpiques del Paleolític. Encara, però, es debat el fet que llocs com Lascaux o Chauvet inspiraren enteogènicament.

### Misteris eleusins
Els misteris eleusins eren ritus d'iniciació anuals al culte a les dees agrícoles Demèter i Persèfone, que se celebraven a Eleusis (prop d'Atenes), en l'antiga Grècia. De tots els ritus celebrats en l'antiguitat, aquests eren considerats els més importants. Aquests mites i misteris es van estendre després a l'Imperi romà. Els ritus, així com l'adoració i creences del culte, eren guardats en secret, i els d'iniciació unien l'adorador amb el déu, incloent promeses de poder diví i recompenses en l'altra vida.

#### Teoria del LSA en els misteris eleusins

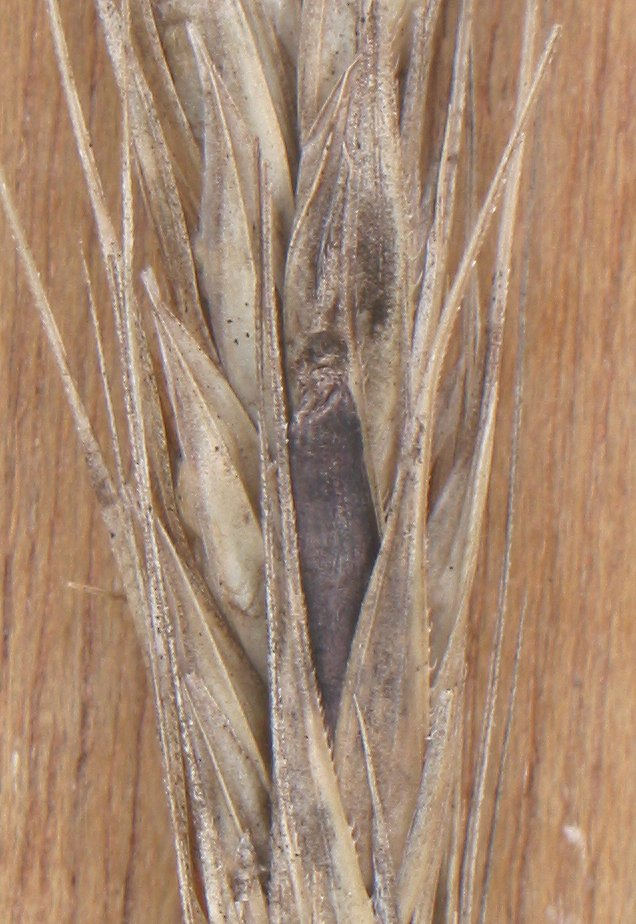
Banya de sègol en una espiga

Alguns investigadors creuen que el poder dels misteris eleusins procedia de la funció del ciceó com a agent psicodèlic, teoria extensament argumentada en El camí a Eleusis (de R. Gordon Wasson, Albert Hofmann i Carl A. P. Ruck). L'ordi podia haver estat parasitat pel fong Claviceps purpurea, que conté LSA (amida de l'àcid d-lisèrgic), un precursor del LSD (dietilamida de l'àcid lisèrgico). És, per tant, possible que els iniciats, sensibilitzats pel dejuni i preparats per les cerimònies precedents, foren afectats per una potent poció psicoactiva a estats mentals revelatoris amb profundes ramificacions espirituals i intel·lectuals.
Aquesta teoria continua sent controvertida, perquè les preparacions de ciceó fetes a partir d'ordi parasitat per aquest fong han donat resultats no concloents.
Terence McKenna ha proposat que els misteris giraven a l'entorn d'una varietat de fongs psilocíbics, tot i que sembla haver-hi poques evidències a favor d'aquesta teoria. També s'han suggerit alguns agents enteogènics més, com la sàlvia i les amanites, però aquestes teories manquen de proves consistents.

## Psicoactius i principals religions del món
Hi ha diversos informes que la Bíblia i els Vedes tenen diverses referències a drogues enteogèniques. Encara que la majoria d'estudiosos rebutgen aquestes al·legacions, són acceptades per molts grups marginals.

### Mannà i bolets
Alguns investigadors especulen que el mannà, l'aliment que van collir les tribus d'Israel, en realitat eren drogues enteògenes.
| «                         | I quan el gel gebre que s'havia dipositat, heus-lo ací, sobre la faç de la natura, hi havia petites boles, tan menudes com l'Hoar, gelades sobre el terreny. I quan els fills d'Israel es veieren, en digueren: és el mannà: perquè no sabien què era. I Moisés els digué: Aquest és el pa que el Senyor dona de menjar. | » |
| — Llibre de l'Èxode 16:14 | |   |

Alguns apunten a les similituds de Psilocybe i la descripció bíblica del mannà com a prova.

### Soma i bolets
Sobre el Rigveda (el text més antic de l'Índia, de mitjan II mil·lenni ae)
hi ha hagut molta especulació sobre la naturalesa del soma, l'aliment dels déus. A continuació es mostra un passatge dels Vedes:
| «         | Fes-me immortal en aqueix regne de l'alegria i dus-me on la joia i la felicitat es combinen... | » |
| — Rigveda |                                                                                                |   |

Estudiosos com R. G. Wasson suggereixen que el soma és l'Amanita muscaria, un fong comunament utilitzat pels xamans de Sibèria.